# Arrhyton
Arrhyton är ett släkte av ormar. Arrhyton ingår i familjen snokar. Släktet tillhör underfamiljen Dipsadinae som ibland listas som familj.
Arterna är med en längd mindre än 75 cm små ormar. De förekommer i Kuba och på andra öar i Västindien. Dessa ormar kan leva i olika habitat. De jagar främst groddjur och ödlor samt äter deras ägg. Honor lägger själv ägg. Det giftiga bettet är antagligen ofarlig för människor.
Arter enligt Catalogue of Life:
- Arrhyton ainictum
- Arrhyton callilaemum
- Arrhyton dolichura
- Arrhyton exiguum
- Arrhyton funereum
- Arrhyton landoi
- Arrhyton polylepis
- Arrhyton procerum
- Arrhyton redimitum
- Arrhyton supernum
- Arrhyton taeniatum
- Arrhyton tanyplectum
- Arrhyton vittatum

The Reptile Database listar arterna Arrhyton callilaemum, Arrhyton funereum och Arrhyton polylepis i släktet Hypsirhynchus. Arten Arrhyton exiguum flyttas i databasen till släktet Magliophis.